# Diceros bicornis longipes
El rinoceronte negro occidental o rinoceronte negro del África occidental (Diceros bicornis longipes) fue la subespecie más rara de rinoceronte negro (Diceros bicornis). En septiembre de 2011 fue considerado como subespecie extinta por la UICN. Estuvo una vez extendido en la sabana del centro-oeste de África, pero la población disminuyó por culpa de la caza furtiva.

## Descripción
El rinoceronte negro occidental medía 3-3,8 m de largo, tenía una altura de 1,4-1,7 m y pesaba de 800-1300 kilogramos. Tenían dos cuernos, el primero medía desde 0,5 hasta 1,3 m y el segundo de 2 a 55 cm. Como todos los rinocerontes negros, podía ser encontrado en la sabana.

## Población y extinción
Fue cazado en gran medida a principios del siglo XX, pero la población aumentó en la década de 1930 después de que fueran tomadas medidas de conservación. En 1980 había una población de varios centenares. La caza furtiva continuó y en 2000 solo sobrevivieron 10. A principios de 2006 un estudio intensivo del norte de Camerún (el último hábitat de esta subespecie) no encontró ningún ejemplar, pero los esfuerzos para localizar algún ejemplar continuaron. La caza ilegal, la lucha limitada contra la caza furtiva, la insuficiencia de los tribunales a la hora de dictar sentencias para castigar a los cazadores furtivos y demás razones contribuyeron a la posible desaparición de la subespecie. No se conoce ningún ejemplar que se esté criando en cautividad. Con la esperanza de que hubiera una pequeña población desconocida, se introdujo como en Peligro Crítico por la UICN, a pesar de que estaba reconocido que la subespecie pudiera estar ya extinta. La Unión Internacional para la Conservación de la Naturaleza (UICN) declaró a la subespecie oficialmente extinta el 10 de noviembre de 2011.

"Esta actualización ofrece noticias buenas y malas sobre el estado de muchas especies en todo el mundo"
"Sabemos con plena certeza que la conservación funciona si se ejecuta de manera oportuna; pero, sin una decidida voluntad política aunada a esfuerzos y recursos específicos, las maravillas de la naturaleza y los servicios que ofrece podrían perderse para siempre".
Jane Smart, Directora del Programa Mundial de Especies de la UICN

"Los seres humanos somos los guardianes de la Tierra y tenemos la responsabilidad de proteger las especies que comparten nuestro medio ambiente".
Simon Stuart, presidente de la Comisión de Supervivencia de Especies de la UICN.